# Kim Hirschovits
Kim Hirschovits (* 9. Mai 1982 in Helsinki) ist ein finnischer Eishockeyspieler, der zuletzt bei Espoo United in der zweitklassigen Mestis unter Vertrag stand.

## Karriere
Kim Hirschovits begann seine Karriere als Eishockeyspieler in seiner Heimatstadt in der Nachwuchsabteilung von HIFK Helsinki, für dessen Profimannschaft er in der Saison 2000/01 sein Debüt in der SM-liiga gab. Dabei blieb er in zwei Spielen punkt- und straflos. In der folgenden Spielzeit setzte sich der Center im Profiteam von HIFK in der SM-liiga durch und steigerte sich auf sechs Tore und zehn Vorlagen in 45 Spielen. Im weiteren Saisonverlauf kam er zudem zu drei Einsätzen für Haukat in der zweitklassigen Mestis und beendete die Spielzeit schließlich beim nordamerikanischen Juniorenteam Chicago Steel, für das er je zwei Tore und Vorlagen in sechs Spielen in der United States Hockey League erzielte.
Im NHL Entry Draft 2002 in der sechsten Runde als insgesamt 194. Spieler von den New York Rangers ausgewählt, für die er allerdings nie spielte. Stattdessen kehrte er in seine finnische Heimat zurück, wo er bis 2006 für HIFK Helsinki in der SM-liiga auf dem Eis stand. Bei HIFK konnte er sich in diesem Zeitraum kontinuierlich steigern und entwickelte sich zu einem der Führungsspieler seiner Mannschaft. Zur Saison 2006/07 wechselte Hirschovits innerhalb der SM-liiga zu Jokerit Helsinki. Dort konnte er auf Anhieb überzeugen und wurde bereits im September 2006 zum Spieler des Monats der Liga gewählt. Am Saisonende erreichte er mit seiner neuen Mannschaft das Playoff-Finale, in dem er sich mit Jokerit allerdings Kärpät Oulu in der Best-of-Five-Serie mit einem Sweep unterlag. Zum guten Abschneiden in dieser Spielzeit trug er selbst mit 64 Scorerpunkten, davon 21 Tore, bei.
Nach einer weiteren Spielzeit bei Jokerit Helsinki, kehrte Hirschovits ein weiteres Mal zu HIFK Helsinki zurück. Dort konnte er vor allem in der Saison 2008/09 überzeugen, in der er für HIFK in der Hauptrunde in 58 Spielen 18 Tore und 48 Vorlagen erzielte. Damit war er sowohl Topscorer der Liga, wofür er die Veli-Pekka-Ketola-Trophäe erhielt, sowie bester Vorlagengeber. Zudem wurde er im Januar 2009 zum Spieler des Monats der SM-liiga gewählt. In der folgenden Spielzeit wurde der ehemalige Nationalspieler Mannschaftskapitän bei HIFK. Mit 53 Scorerpunkten in insgesamt 60 Spielen konnte er an die Vorjahresleistungen anknüpfen. Zur Saison 2010/11 ging der Finne erstmals ins europäische Ausland und unterschrieb einen Vertrag beim Timrå IK in der schwedischen Elitserien, wo er als Neuzugang auf Anhieb Assistenzkapitän wurde. Im Mai 2011 erhielt Hirschovits erneut einen Vertrag bei seinem Stammverein HIFK Helsinki, für den er bis Januar 2013 30 Partien absolvierte, ehe er in die KHL zu Torpedo Nischni Nowgorod wechselte. Mit Torpedo erreichte er die KHL-Playoffs und erzielte in insgesamt 24 KHL-Partien 12 Scorerpunkte.
Im Juni 2012 wurde Hirschovits vom Lulea HF unter Vertrag genommen, kehrte jedoch abermals im Januar 2013 in die KHL zurück, als er vom HK Dinamo Minsk verpflichtet wurde. Mit Dinamo nahm er am Nadeschda-Pokal 2013 teil, da der Verein die Play-offs verpasst hatte. Im Juni 2013 wechselte er zurück nach Finnland und unterschrieb einen Vertrag bei den Espoo Blues aus der Liiga,  wo er unmittelbar zum Mannschaftskapitän ernannt wurde. In der Saison 2014/15 verzeichnete der Angreifer insgesamt 58 Scorerpunkte aus 59 Partien und war damit sowohl der punktbeste Akteur der Liga als auch mit 45 Assists der erfolgreichste Vorlagengeber der abgelaufenen Spielzeit. Infolgedessen wurde Hirschovits mit der Lasse-Oksanen-Trophäe als bester Spieler der Hauptrunde und mit dem goldenen Helm als bester Akteur insgesamt ausgezeichnet. Im Dezember 2015 wechselte er innerhalb der Liga zu Oulun Kärpät.
Zwischen 2016 und 2018 spielte Hirschovits als Mannschaftskapitän bei Espoo United in der Mestis, ehe Espoo United im April 2018 in die Insolvenz ging.
In der Saison 2018/19 ist er als Sportdirektor bei Kiekko-Espoo angestellt.

### International
Für Finnland nahm Hirschovits im Juniorenbereich ausschließlich an der U20-Junioren-Weltmeisterschaft 2002 teil, bei der er mit seiner Mannschaft die Bronzemedaille gewann. Im Seniorenbereich stand er 2007, 2008 und 2009 im Aufgebot seines Landes bei der Euro Hockey Tour.

## Erfolge und Auszeichnungen
| - 2002 Bronzemedaille bei der U20-Junioren-Weltmeisterschaft - 2006 SM-liiga-Spieler des Monats September - 2007 Finnischer Vizemeister mit Jokerit Helsinki - 2009 SM-liiga-Spieler des Monats Januar - 2009 Veli-Pekka-Ketola-Trophäe - 2009 Meiste Vorlagen der SM-liiga | - 2012 European-Trophy-Gewinn mit dem Luleå HF - 2015 Liiga-Spieler des Monats Februar - 2015 Lasse-Oksanen-Trophäe - 2015 Kultainen kypärä - 2015 Veli-Pekka-Ketola-Trophäe - 2015 Meiste Vorlagen der Liiga |

## Statistik
(Stand: Ende der Saison 2010/11)